# Monika Haft
Monika Haft (* im 20. Jahrhundert) ist eine ehemalige deutsche Fußballspielerin.

## Karriere
Haft gehörte dem FSV Frankfurt von 1985 bis 1988 als Mittelfeldspielerin an. Am 28. Juni 1986 im Finale um die deutsche Meisterschaft wurde sie beim 5:0-Sieg gegen die SSG 09 Bergisch Gladbach in deren Stadion An der Paffrather Straße vor 2000 Zuschauern in der 65. Minute für Sonja Strauch eingewechselt. Im Jahre 1988 beendete sie ihre Karriere.

## Erfolge
- Deutscher Meister 1986